# Centro de Congresos de Estambul
El Centro de Congresos de Estambul (en turco: İstanbul Kongre Merkezi) es un centro de convenciones ubicado en el barrio Harbiye de distrito Sisli en la ciudad de Estambul, en Turquía. Inaugurado el 17 de octubre de 2009, que es propiedad del gobierno municipal de Estambul. Situado junto a Harbiye Muhsin Ertuğrul , es un complejo de varios niveles, que fue construido para albergar una reunión anual del FMI y el Banco Mundial en 2009.  El edificio cuenta con una Sala de recepción a nivel del suelo, varias salas de reuniones de diferentes tamaños en cinco niveles subterráneos y estacionamientos en los dos niveles más bajos.